# Nikolai Volkoff
 (décembre 2009).
Josip Nikolai Peruzović, dit Nikolai Volkoff (né le 14 octobre 1947 à Split (Croatie) et mort le 29 juillet 2018 à Glen Arm (en) (Maryland)), est un catcheur (lutteur professionnel) yougoslave naturalisé américain.
Initialement haltérophile, il passe à l'ouest en 1967, après une compétition se déroulant en Autriche, et rejoint le Canada où il devient catcheur. Il commence à lutter à la Stampede Wrestling sous son véritable nom avant de prendre le nom de ring de Bepo Mongol. Il fait alors équipe avec Geto Mongol et partent aux États-Unis travailler à la World Wide Wrestling Federation (WWWF). Ils y remportent à deux reprises le championnat international par équipes de la WWWF au début des années 1970.
En 1973, il adopte le gimmick de Nikolai Volkoff et incarne sur le ring un soviétique détestant les américains.

## Biographie

### Jeunesse et carrière d'haltérophile
Peruzović grandit en Croatie où il fait de la lutte et de l'haltérophilie. Il est membre de l'équipe yougoslave d'haltérophilie. En 1967, il décide de passer à l'Ouest après une compétition en Autriche en  demandant l'asile à l'ambassade du Canada,. Il obtient la nationalité américaine en 1970.

### Carrière de catcheur
Peruzović arrive au Canada et s'entraîne pour devenir catcheur auprès de Stu Hart au Donjon (en), dans une salle d'entraînement aménagée dans la cave de la maison de la famille Hart.
Il commence sa carrière de catcheur à la Stampede Wrestling, la fédération de Hart, où il rencontre Newton Tattrie (en) qui devient son équipier. Les deux hommes prennent les noms de ring de Bepo (le petit nom qu'utilise la mère de Peruzović qui veut dire bébé en serbo-croate) et Geto (grand-père en serbo-croate pour Tattrie) Mongol,. Ils partent sur la côte est des États-Unis lutter à la World Wide Wrestling Federation (WWWF) où ils deviennent le 15 juin 1970 champions international par équipes après leur victoire face à Tony Marino et Victor Rivera dans un match au meilleur des trois tombés. Leur hégémonie s'achève le 18 juin 1971 après leur défaite face à Bruno Sammartino et Dominic DeNucci. Ils reprennent ce titre le 2 juillet et le gardent jusqu'à leur défaite face à Luke Graham et Tarzan Tyler le 18 décembre.
Ils luttent ensuite dans divers territoires de la National Wrestling Alliance avant de se séparer car Geeto Mongol (en) délaisse le ring pour devenir promoteur.
À la fin de 1973, Peruzović change de nom de ring et de gimmick pour celui de Nikolai Volkoff et incarne un soviétique. C'est Freddie Blassie qui lui soumet l'idée car Peruzović déteste les communistes et du fait de ses origines il peut montrer une partie de ce que vivent les gens de l'autre côté du Rideau de fer. Il retourne à la WWF devient le principal rival de Bruno Sammartino. Ils s'affrontent à de nombreuses reprises dans des matchs pour le championnat poids lourd de la WWWF de Sammartino.
L'équipe de Volkoff--Iron Sheik s'octroie le WWF Tag Team Championship à Wrestlemania. Après avoir perdu les titres[Lesquels ?] face à Rotundo et Windham trois mois plus tard, Volkoff commence à catcher de plus en plus en simple, et s'oppose notamment à Caporal Kirschner.
À la fin de 1987, Volkoff s'associe à Boris Zukhov, prétendument Russe, comme lui (en fait, Américain), pour former Les Bolcheviks.
Les Bolcheviks n'obtiennent jamais de titres ensemble et, leur seul véritable « titre de gloire » aura été de se faire battre en 19 secondes par la Hart Foundation à WrestleMania VI. Finalement, en 1990, Les Bolcheviks se séparent.
Pendant la guerre froide, Volkoff se fait passer pour soviétique afin de se faire détester aux États-Unis, dans la lutte professionnelle ; c'est notamment le cas lorsqu'il chante L'Internationale (chant français qui sert d'hymne soviétique) avant chaque match et qu'il fait équipe avec le Sheik, qui comme Iranien est également honni. Après la fin de la guerre froide, Peruzovic a été autorisé, ce qu'il souhaitait, à se métamorphoser en « brave gars ». « Je leur ai dit, le communisme c'est fini. J'ai fait mon boulot. Pas plus méchant".
À la suite d'un feud avec le Sgt. Slaughter, sa popularité chute et il quitte la WWF en 1992.
En 1994, sa carrière à la WWF reprend. C'est une période difficile car il est forcé d'intégrer l'équipe de Ted DiBiase. À la suite de ce désagrément, il décida de prendre une « semi-retraite ».
Le 3 février 2005, Volkoff a été annoncé comme l'un des WWE Hall of Fame intronisés pour la classe de 2005.  Il a été intronisé, le 2 avril 2005 par Jim Ross dans l'Universal Amphitheatre de Los Angeles, Californie.
Nikolai Volkoff a fait une nouvelle apparition à la WWE le 13 août 2007 de Raw en tant que concurrent sur WWE Idol, une parodie de American Idol.
Le 15 novembre 2010, Volkoff fait une nouvelle apparition au RaW "Old School", aux côtés, entre autres, d'Iron Sheik ou de Ted Dibiase Sr.

## Palmarès
- Allied Powers Wrestling Federation (APWF)
  - 1 fois champion poids lourd de l'APWF[13]
- Championship Wrestling from Florida
  - 1 fois champion par équipes de Floride de la National Wrestling Alliance avec Ivan Koloff[14]
- Georgia Championship Wrestling
  - 1 fois champion poids lourd de Géorgie de la National Wrestling Alliance[15]
  - 1 fois champion par équipe de Macon de la National Wrestling Alliance avec Brute Bernard[16]
- House of Pain Wrestling Federation (HoPWF)
  - 1 fois champion par équipes de la HoPWF avec Morgus The Maniac[17]
- Mid-Atlantic Championship Wrestling (en)
  - 1 fois champion par équipes de la National Wrestling Alliance Mid-Atlantic avec Chris Markoff[18]
- Mid-South Wrestling (en)
  - 1 fois champion poids lourd d'Amérique du Nord de la Mid-South[19]
- World Wrestling Association (WWA)
  - 1 fois champion poids lourd de la WWA[20]
- World Wide Wrestling Federation / World Wrestling Federation / World Wrestling Entertainment (WWWF / WWF / WWE)
  - 2 fois champion international par équipes de la WWWF avec Beppo Mongol[11]
  - 1 fois champion du monde par équipes de la WWF avec The Iron Sheik[21]
  - Membre du WWE Hall of Fame (promotion 2005)

## Récompenses de magazines
- Pro Wrestling Illustrated
  - 4e catcheur le plus inspiré de l'année 1990[22]

| Année | 1991 | 1992 | 1993 | 1994 | 1995 | 1996 |
| ----- | ---- | ---- | ---- | ---- | ---- | ---- |
| Rang  | 260  | 224  | 312  | 134  | 226  | 330  |